# Wyżyny Ukraińskie
Wyżyny Ukraińskie (85) – prowincja fizycznogeograficzna w Europie Wschodniej, w zachodniej części Niżu Wschodnioeuropejskiego. Leży głównie na Ukrainie; na terenie Polski leży jej zachodni skrawek:
851 Wyżyna Wołyńsko-Podolska
851.1 Wyżyna Wołyńska
851.11 Grzęda Horodelska
851.12 Kotlina Hrubieszowska
851.13 Grzęda Sokalska
851.2 Kotlina Pobuża
851.21 Równina Bełska